# José Mauro de Vasconcelos
José Mauro de Vasconcelos (ur. 26 lutego 1920 w Rio de Janeiro, zm. 1984 w São Paulo) – pisarz brazylijski. Syn Portugalczyka i Indianki. Jeden z najpopularniejszych za granicą pisarzy brazylijskich, w kraju nie uzyskał uznania. Studiował prawo, medycynę, filozofię, malarstwo. Był trenerem, handlarzem, rybakiem, nauczycielem i pielęgniarzem w dżungli.
Znany z serii, opartej na motywach autobiografii, o chłopcu Zezé – Moje drzewko pomarańczowe, Rozpalmy słońce, Na rozstajach. Opowiada w niej z punktu widzenia dziecka o biedzie, dorastaniu, wyobraźni.

## Dzieła
Cykl "Zezé"
- O Meu Pé de Laranja Lima (1968) – Moje drzewko pomarańczowe
- Vamos Aquecer o Sol (1974) – Rozpalmy słońce (Chodź, obudzimy słońce)
- Doidão (1963) – Na rozstajach

Pozostałe
- Banana Brava (1942)
- Barro Blanco (1945)
- Longe da Terra (1949)
- Vazante (1951)
- Arara Vermelha (1953)
- Arraia de Fogo (1955)
- Rosinha, Minha Canoa (1962)
- O Garanhão das Praias (1964)
- Coração de Vidro (1964)
- As Confissões de Frei Abóbora (1966)
- Rua Descalça (1969)
- O Palácio Japonês (1969)
- Farinha Órfã (1970)
- Chuva Crioula (1972)
- O Veleiro de Cristal (1973)